# 慈化寺
28°00′08″N 114°01′37″E / 28.00222°N 114.02694°E
慈化寺位于中国江西省宜春市袁州区慈化镇，2006年被列为江西省文物保护单位。
慈化寺于南宋乾道二年（1166年）由普庵禅师创建于南泉山，故又称南泉寺。元大德五年（1301年）住持明照大师慈昱和尚奉敕大修慈化寺。明洪武十八年（1385年），明太祖赐建龙亭一座，并御书“天下第一禅林”。其后，明英宗又赐敕额“南泉山大护国慈化禅寺”，明宪宗赐敕额“广慈护国大慈化禅寺”。慈化寺现由中国佛教协会理事、江西佛学院副院长妙安法师主持。